# Sigma Puppis

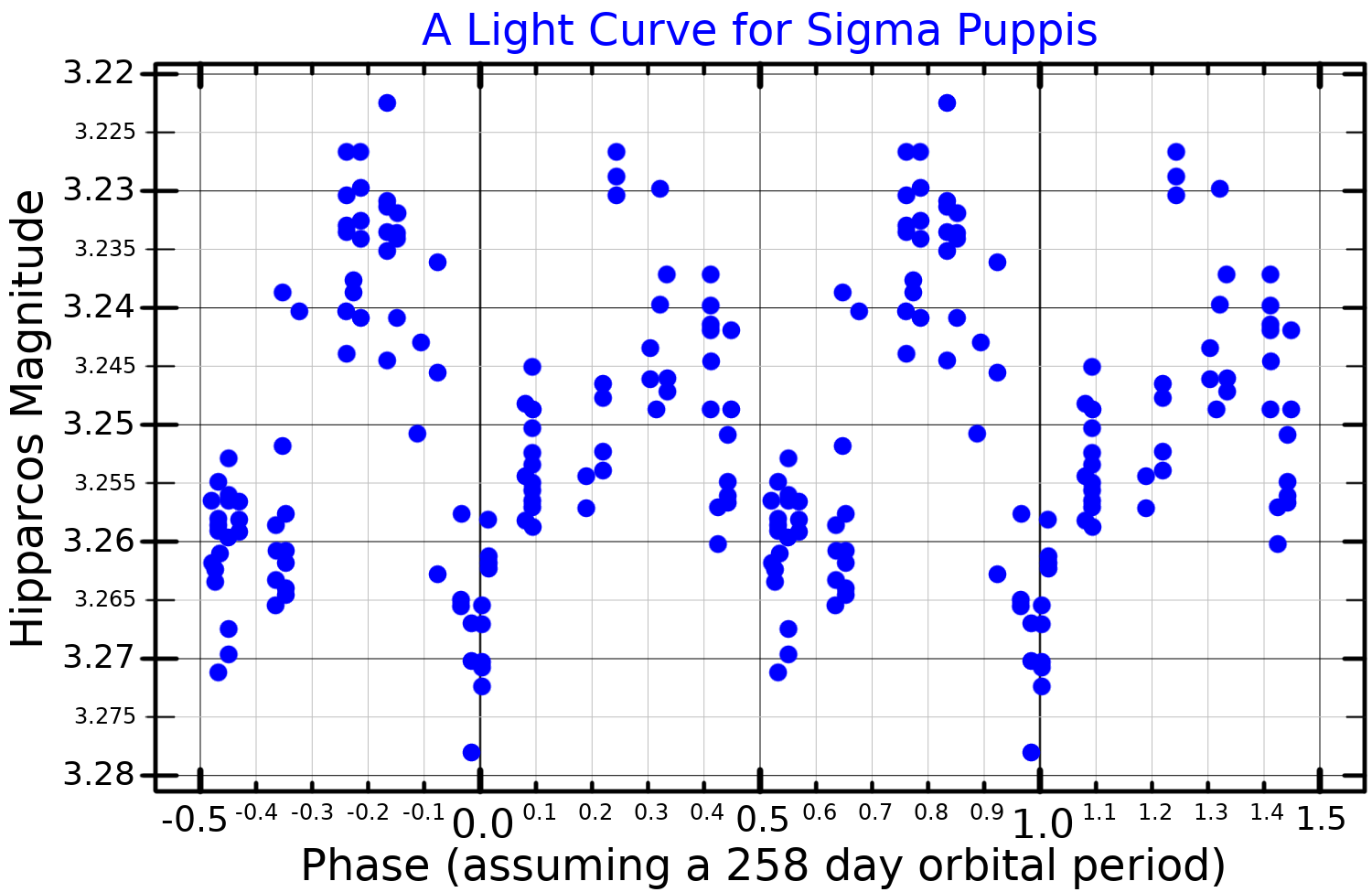
Lichtkromme van Sigma Puppis

Sigma Puppis is een dubbelster in het sterrenbeeld Achtersteven met een omlooptijd van 130,5 dagen.